# Понтоток (округ, Міссісіпі)
Шаблон:StateAbbr_ 34°14′ пн. ш. 89°02′ зх. д. / 34.23° пн. ш. 89.04° зх. д.
Округ  Понтоток (англ. Pontotoc County) — округ (графство) у штаті Міссісіпі, США. Ідентифікатор округу 28115.

## Історія
Округ утворений 1836 року.

## Демографія
За даними перепису 
2000 року 
загальне населення округу становило 26726 осіб, зокрема міського населення було 4339, а сільського — 22387.
Серед мешканців округу чоловіків було 12984, а жінок — 13742. В окрузі було 10097 домогосподарств, 7563 родин, які мешкали в 10816 будинках.
Середній розмір родини становив 3,08.
Віковий розподіл населення поданий у таблиці:
| Стать    | До 15 років | 15-21 | 22-29 | 30-39 | 40-49 | 50-65 | 65-85 | Понад 85 |
| -------- | ----------- | ----- | ----- | ----- | ----- | ----- | ----- | -------- |
| Чоловіки | 3156        | 1344  | 1320  | 2037  | 1865  | 1928  | 1240  | 94       |
| Жінки    | 2992        | 1298  | 1382  | 2069  | 1889  | 2022  | 1751  | 339      |

## Суміжні округи
- Юніон — північ
- Лі — схід
- Чикасо — південь
- Калгун — південний захід
- Лафаєтт — захід

## Виноски
1. ↑  U.S. Decennial Census. United States Census Bureau. Процитовано 6 листопада 2014.
2. ↑  Historical Census Browser. University of Virginia Library. Архів оригіналу за 23 червня 2018. Процитовано 6 листопада 2014.
3. ↑  Population of Counties by Decennial Census: 1900 to 1990. United States Census Bureau. Процитовано 6 листопада 2014.
4. ↑  Census 2000 PHC-T-4. Ranking Tables for Counties: 1990 and 2000 (PDF). United States Census Bureau. Процитовано 6 листопада 2014.
5. ↑  State & County QuickFacts. United States Census Bureau. Архів оригіналу за 7 червня 2011. Процитовано 5 вересня 2013.(англ.) Наведено за англійською вікіпедією.
6. ↑  QuickFacts. Pontotoc County, Mississippi. United States Census Bureau. Процитовано 27 листопада 2018.
7. ↑  American FactFinder. Бюро перепису населення США. Архів оригіналу за 26 лютого 2012. Процитовано 31 січня 2008.

| США | Це незавершена стаття з географії США. Ви можете допомогти проєкту, виправивши або дописавши її. |